# Mészáros Éva
Mészáros Éva (Gátér, 1932. március 18. – 2023. július 13.) magyar iparművész, divattervező textilművész. A Magyar Művészeti Akadémia Iparművészeti Tagozatának tagja (2000).

## Életpályája
Felsőfokú tanulmányokat az Iparművészeti Főiskolán (1950-1955) folytatott, ahol Borsos Miklós, László Sára és Nádor Vera voltak a mesterei. 1957-ben került az akkor még Ruhaipari Tervező Vállalatként működő Magyar Divat Intézetbe, ahol 1989-ig dolgozott tervezőként. 1960-1974 közt a Pesti Divat című divatlap képszerkesztője volt.
Tervei, modelljei évente szerepeltek hazai és külföldi csoportos kiállításokon, bemutatókon. 1990-től a Modern Etnika csoport szervezője, kiállításainak rendezője és részvevőjeként működött. 1991 és 2002 között lebonyolította a Modern Etnika című nemzetközi kiállítás-sorozatot számos budapesti és külföldi helyszínnel (Bécs, Prága, Barcelona, Pozsony, Helsinki, Tokió, Aomori, Morioka, Párizs, Berlin, Kaunas, Tallinn, Riga).
Évtizedekig a magyar divat egyik meghatározó alakja volt. Divatterveit, szabásmintáit gyakran a népművészeti hagyományok motívumaiból merítette. Textilismereteit, szakmai fogásait továbbadta tanítványainak, folyamatosan részt vállalt textilművészek, divattervezők utánpótlásának nevelésében technikumokban, művészeti szakközépiskolákban, könnyűipari főiskolákon, divattervező központokban, köztük a Szegedi Divatiskolában, közben 1980 és 1987 közt a Iparművészeti Főiskolán tanított címzetes egyetemi docensi beosztásban.

## Kiállításai (válogatás)[4]

### Egyéni
- 1967 • Várna
- 1968 • Berlin
- 1969 • Łódź
- 1971 • Művész az iparban (Manninger Máriával, Szelényi Bélával), Magyar Divat Intézet, Budapest
- 1974 • Szófia
- 2001 • Variációk csipkével, Csipkeház, Kiskunhalas • Ketten, (Harb Józseffel), Csongrád Galéria, Csongrád
- 2006 • Tervezte Mészáros Éva – 50 év divatja, Budapesti Történeti Múzeum, Budapest
- 2008 • „A magam módján" – Mészáros Éva textilművész kiállítása, Mű-Terem Galéria, Debrecen • A divat vonzásában – Mészáros Éva divattervező textilművész kiállítása, Kecskeméti Kulturális és Konferencia Központ, Kecskemét

### Csoportos
- 1959, 1983 • Országos Iparművészeti kiállítás, Műcsarnok, Budapest
- 1986 • 6. Nemzetközi Miniatűrtextil Biennále, Savaria Múzeum, Szombathely
- 1991 • 2. Nemzetközi Mintatriennálé, Ernst Múzeum, Budapest • Modern Etnika, Árkád Galéria, Budapest • Újpesti Galéria, Budapest
- 1992 • Modern Etnika, Collegium Hungaricum, Bécs • 12. Magyar Textilbiennále, Szombathelyi Képtár, Szombathely
- 1993 • Modern Etnika, Magyar Kulturális Központ, Prága
- 1994 • 13. Magyar Textilbiennále, Szombathelyi Képtár, Szombathely • Modern Etnika, M. Textil i Indumentaria, Barcelona
- 1995 • Modern Etnika, Városi Múzeum, Pozsony
- 1996 • Modern Etnika, Vigadó Galéria, Budapest
- 1997 • Modern Etnika Heureka, Helsinki
- 1998 • 15. Magyar Textilbiennálé (Fal- és Tértextil Biennálé), Szombathelyi Képtár, Szombathely • Modern Etnika, Tokió • Aomori • Iwate (Japán)
- 2000 • Híd 2000, Kecskemét
- 2001 • Országos Iparművészeti Kiállítás, Műcsarnok • Origo, Magyar Intézet, Berlin
- 2002 • Magyar hagyományok az öltözködésben, Kaunas • Tallinn • Riga • Erdélyi impressziók, Vármegye Galéria
- 2006 • Mai Magyar Mesterművek : 2006,[5] Magyar Iparművészeti Múzeum, Budapest

## Kötetei
- A magam módján. Egy iparművész számvetése; szerzői, Bp., 2003

## Díjak, elismerések
- Magyar Köztársasági Arany Érdemkereszt (1992)